# Miguel García Cruz
Miguel García Cruz (Santa Catarina Cuanana, Oaxaca, México, 13 de octubre de 1909 - Ciudad de México, 21 de enero de 1969) fue ingeniero agrónomo, indígena mixteco, teórico de la creación y establecimiento de la seguridad social en México.
Se educó en la Escuela Primaria de Cuanana. Entre 1927 y 1929 estudió en la Escuela Central Agrícola de El Mexe, estado de Hidalgo. En 1936 obtuvo el grado de ingeniero en la Escuela Nacional de Agricultura de Chapingo. Vivió en unión libre con Consuelo Guerrero Dorantes con quien tuvo tres hijos: Miguel García Guerrero, Raúl García Guerrero y Consuelo García Guerrero. Posteriormente casó con Teresa Benton con quien tuvo un hijo: Ariel García Benton.

## Desempeño profesional
Fue jefe de zona y cajero del Banco Nacional de Crédito Agrícola de 1935 a 1936. Se desempeñó como economista en 1936 en el Banco Nacional de Crédito Ejidal, en el Banco de México de 1937 a 1938 y en el Banco Nacional de Comercio Exterior en 1938. Laboró en la Comisión Nacional de Tarifas en 1938. Fue miembro de la Comisión Nacional de Comercio Exterior en el mismo año. Economista de la Oficina del Plan Sexenal de la Secretaría de Gobernación en 1939. En 1945 fungió como consejero técnico del Banco Nacional Hipotecario Urbano.

## Experto en seguridad social
En materia de seguridad social fue Jefe del Departamento de Seguros Sociales en la Secretaría del Trabajo y Previsión Social en 1941. Fue presidente de la Comisión Técnica y Redactora de la Ley del Seguro Social. Se desempeñó como Secretario General del Instituto Mexicano del Seguro Social durante los periodos de 1943 a 1946, de 1946 a 1952 y de 1952 a 1958. Fue designado delegado del gobierno mexicano ante la Conferencia Interamericana de Seguridad Social, celebrada en Santiago de Chile en 1942. También fue el delegado mexicano ante la 26ª. Conferencia Internacional del Trabajo en Filadelfia en 1944; presidió el Comité Organizador de la Segunda Reunión Interamericana de Seguridad Social celebrada en México en 1945. Fue profesor titular de Seguridad Social en la Escuela Nacional de Economía de la Universidad Nacional Autónoma de México de 1950 a 1954. Obtuvo dos diplomas: uno en la Escuela Nacional de Agricultura y Diploma de honor como fundador del Sistema Mexicano de Seguridad Social.

## Político
Fue miembro de las comisiones de estudios que se organizaron durante las campañas presidenciales del General de División Manuel Ávila Camacho y del Lic. Miguel Alemán Valdés. Fue miembro de la Sociedad Mexicana de Geografía y Estadística. En 1952 fue diputado federal por el 7º distrito de Oaxaca, en cuya campaña fue acompañado por el Dr. Manuel Hernández Hernández y por Raúl Ruiz Bautista. Entre los tres apoyaron la construcción del camino vecinal Ixtapa - Tlacotepec en la Mixteca Alta, entre otros varios, realizando gestiones ante el gobierno federal para la obtención de recursos durante cerca de trece años. También en 1952 fungió como vocal ejecutivo de la Comisión Impulsora de las Mixtecas, de la que el Lic. Alfonso Francisco Ramírez Baños fuera presidente, el Dr. Manuel Hernández Hernández vicepresidente y el Ing. Norberto Aguirre Palancares vocal. Dicha comisión fue creada por el Instituto Nacional Indigenista, dirigido entonces por Alfonso Caso. A partir de 1953 fue miembro de la Confederación Nacional Campesina y del Comité de Acción Política de la Sociedad Mexicana de Agronomía además de presidente de la Comisión de Bienestar Social. Miembro del Partido Revolucionario Institucional desde 1945, dos años después fue nombrado miembro del Sub-Gabinete Presidencial.

## Publicaciones
El Ing. García Cruz publicó:
- Estudio económico-comercial de la candelilla. México, D.F., D.A.P.P., 1939. http://lccn.loc.gov/40015204
- La seguridad social; bases, evolución, importancia económica, social y política. México, 1955. http://lccn.loc.gov/57027991
- Evolución Mexicana del Ideario de Seguridad Social. México : Instituto de Investigaciones Sociales, Universidad Nacional Autónoma de México, 1962. 116 p.
- El Seguro Social en México, desarrollo, situación y modificaciones en sus primeros 25 años de acción. Ed. Sindicato Nacional de Trabajadores del Seguro Social. México, 1968, 136 pp.
- La Seguridad Social en México. Bases, Evolución, Importancia Económica, Social, Política. Costa Amic Editor. México, 1972. Dos Tomos. http://lccn.loc.gov/80129926
- Tradujo del inglés al castellano la obra de Wilfred George Moore Geografía del Capitalismo. México. Liga de Agrónomos Socialistas. 1940. http://lccn.loc.gov/41027509

Además publicó 265 artículos en diarios y revistas especializados.